# Осипова, Ирина Павловна
Ирина Павловна Осипова (18 мая 1932, Москва, СССР) — советский и российский библиограф и библиотековед, заслуженный работник культуры РСФСР (1982).

## Биография
Родилась 18 мая 1932 года в Москве в семье Павла Федотова (10.07.1904-19хх). В 1950 году поступила на библиографический факультет МГБИ, который она окончила в 1955 году, в том же году поступила на аспирантуру там же, которую она окончила в 1964 году. В 1955 году была принята на работу в ГБЛ, где работала библиографом, главным библиотекарем (c 1955 по 1968 год), заведовала НИО библиотековедения  и теории библиографии, а также заведовала отделом координации НИР и НМР (с 1969 по 1989 год), вдобавок заведовала сектором пропаганды достижений науки и передового опыта (с 1990 по 1994 год), ныне — научный сотрудник РГБ. Живёт и работает в Москве по адресу Улица Олеко Дундича, 5.

### Личная жизнь
Ирина Осипова вышла замуж за Владимира Осипова (род. 2 мая 1924) и родила сына Георгия (род. 6 марта 1957).

## Научные работы
Основные научные работы посвящены библиотековедению. Автор свыше 160 научных работ.